# Caputira
Caputira är en kommun i Brasilien.   Den ligger i delstaten Minas Gerais, i den sydöstra delen av landet, 800 km sydost om huvudstaden Brasília. Antalet invånare är 9 033.
Omgivningarna runt Caputira är huvudsakligen savann. Runt Caputira är det ganska tätbefolkat, med 56 invånare per kvadratkilometer.